# 财神节
财神节，中国汉族、土族等民间信仰祭祀财神的节日，一般是农历七月廿二日，故本日也是中国传统节日之一。

## 民间传说
在五松山北侧有一个山岭叫天齐岭，岭的北侧叫嬷嬷幢，嬷嬷幢上有一个增福财神庙，里面祭祀的是财帛星君增福财神李诡祖，人称李相公。嬷嬷幢东侧山谷中有一个地方叫淌钱眼，是山裡人过往的必经之地。
说起淌钱眼，有一个传说。很久以前，有一对贫穷的父子靠乞讨为生。有一次，爷俩一天也没有讨到多少东西，就坐在大路旁边休息。老人望着饥肠辘辘的儿子，十分心疼，无意间把手放进石壁上的一个石洞，自言自语的说：“老天爷，你就开开眼，发发慈悲，救救我们吧。”话没说完，就听到洞里有声音，老人被吓了一跳，迅速把手缩回来。让他惊讶的是，竟然从石洞里滚出一个元宝。爷俩在惊喜之余，对着石洞就磕头。这时飘来一个白胡子老神仙，对老人说：“老人家，我是岭上李相公，专门为天界看管天齐岭下的金库。石洞里有元宝，你要多少就能淌出多少。”老人说：“大慈大悲的神仙呀，一块元宝已经足够了。但我们庄上吃不上饭的人还很多呢。”白胡子老神仙说：“既然如此，那就让村裡人都到这里来拿元宝吧。”说罢就不见了。村裡人听说后都来拿元宝，但是山裡人实诚，每家只拿一个，从不多拿，从此都过上了幸福生活。为了纪念李相公，人们把这个石洞叫做淌钱眼，并在每年的七月二十二这一天，都到嬷嬷幢给增福财神李相公上供，后来就演变成了远近闻名的财神节。

## 淄川
淄川地区有民谣《财神节求财神》：
财神节，请财神，财神一早进家门。
送来一个金元宝，送来一个聚宝盆。                    
财神节，迎财神，财神一早进家门。
又增福，又进财，又保平步上青云。
财神节，求财神，财神一早进家门。
抬头喜，出门顺，还有全家幸福运！
农历七月二十二正是核桃成熟的时候，所以还有民谣《财神节摘核桃》：
白露到来财神到，财神散发金元宝
金元宝儿心气高，高挂枝头等咱敲
敲打元宝有门道，丰收在即莫焦躁
上树之前心情好，祭拜财神要记牢。

### 周村
隋文帝年间，周村有一个姓李的掌柜，在齐州府（济南）经营一家叫“财帛永兴”丝绸店。他在七月二十一日那天夜里，一连做了3个完全相同的梦。梦中的他清楚的记得自己正在照顾生意，门外突然来了个耄耋老者，一进门就坐在一把椅子上对他念叨说：“明天是我的诞辰。谁给我过，保证他财运亨通，生意兴隆……”李掌柜为讨个吉利，于是第二天一早就准备好香纸、供品、鞭炮，并根据梦中老者的嘱咐，燃放鞭炮，奉献香火，祭奠先祖……说来也怪，那天来看热闹的人不少，看完后都纷纷涌到店内买绸布，本来冷清的生意立马红火起来。李掌柜迎财神的事儿很快被好事者一传十，十传百……所以，每年阴历的七月二十二，齐州（济南）府的家家店铺都效仿，流传至今，形成了迎财神的习俗。

### 青岛
光绪年间，即墨有一个姓周的掌櫃，经营一家叫「春兴永」布匹丝绸店，他在七月廿一的夜裏，一连做了3个完整雷同的梦，梦中的他正在看店，门外忽然来了个老者，並未剃髮留辮，而是披頭披髮，一进门就坐椅子上，緩緩地对他说:「来日是我的忌日，多年沒有人给我过忌辰了，谁願意幫我过，我就保他生意亨通……。」周掌櫃是生意人，为讨个吉祥，第二天一早就早早筹备好線香、紙錢、牲禮、米酒、鞭炮，燃放鞭炮祭祀夢中的老人。说来也怪，那天来看熱鬧的人不少，看完后纷紛到店内割绸裁布，原来冷僻的生意立马好了起来。掌櫃迎财神的事，很快被好事者一传十、十传百而蔚為風潮，所以每年阴历的七月廿二，即墨城的店铺都有迎财神的风俗。
2002年青岛市開始举行「财神民俗旅游节」，以后每年举办一次，許多公司行號都参加。